# قرة حسنلو (أرومية)
قرة حسنلو هي قرية في مقاطعة أرومية، إيران. عدد سكان هذه القرية هو 1,002 في سنة 2006.